# Enciclopedia Sovietică Moldovenească
Enciclopedia sovietică moldovenească (Енчиклопедия Советикэ Молдовеняскэ) a fost o enciclopedie universală în limba moldovenească. În perioada 1970–1981 au fost publicate 8 volume în 25.000 de exemplare.
Enciclopedia cuprinde cca. 40.000 de articole, 4.400 de imagini, 44 de hărți colorate și 244 de hărți în alb-negru.